# Бёрнетт, Джейсон
Джейсон Николас Бернетт (род. 16 декабря 1986 года в Торонто) — канадский гимнаст по прыжкам на батуте из Этобико, Онтарио. На тренировках выполнял сложные элементы по степени сложности 20.6, держит мировой рекорд по сложности исполнения упражнения на соревнованиях в 18.8 баллов. Восемь раз был первым в канадском Национальном первенстве в индивидуальных прыжках на батуте. В 2008 году на Олимпийских играх завоевал серебряную медаль.

## Карьера

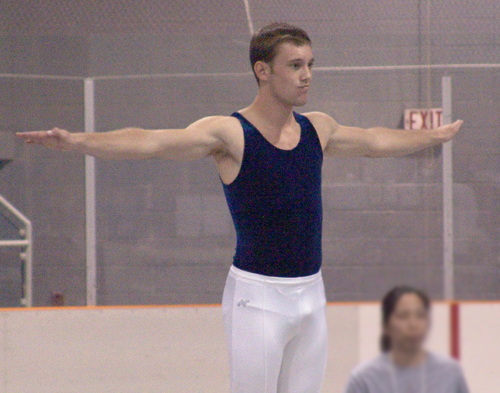
Джейсон Барнетт на соревновании Кубка Канады в Гамильтоне, Онтарио в августе 2007 года

12 июня 2010 года в Давосе на Кубке мира по прыжкам на батуте он завершил упражнение со степенью сложности 18.80, побив свой собственный мировой рекорд в 18.0 баллов (степень сложности каждого элемента рассчитывается по числу выполненных оборотов во вращениях и сальто) и занял на соревнованиях 2-е место. Он также держит мировой рекорд по синхронному исполнению прыжков на батуте со своим партнером Филиппом Барбаро со сложностью 16.0.
Выигрывал канадские чемпионаты по прыжкам на батуте для мужчин восемь раз, последний раз в Оттаве в 2014 году.
В настоящее время тренируется в прыжках на батуте в Ричмонд-Хилл вместе с Карен Кокберн и Розанна Макленнан. Его тренер — Дэйв Росс.
В предварительном раунде (квалификация) летних Олимпийских игр 2008 в Пекине Бернетт занял седьмое место и получил путевку на финал по прыжкам на батуте. В финале выиграл серебряную медаль.
До того, как Барнетт сломал малоберцовую кость в 2010 году, он занял 1-е место в мужских индивидуальных соревнованиях на батуте в Канаде, составив конкуренцию Эйрдри Альберту. На Тихоокеанском чемпионата Бернетт занял 1-е место в соревнованиях для мужчин в индивидуальных прыжках на батуте и в синхронных прыжках на батуте вместе со своим напарником Шарлем Тибо. Кроме того, Бернетт занял 1-е место на канадском чемпионате в Камлупс, Британская Колумбия.
В 2011 году Бернетт занял 1-е место в индивидуальных прыжках на батуте на Кубке Канады в Эйрдри, Альберта с 17.8 очками. На этом же конкурсе он также занял 2-е место в синхронных прыжках на батуте с партнёром Шарлем Тибо.
На Олимпийских играх 2012 года он занял 7-е место.
В мае 2014 года Бернетт выиграл соревнования для мужчин в национальном чемпионате Канады в Оттаве. В 2014 году он повредил ногу, сделал операцию по восстановлению коленных связок. После восстановления участвовал в канадском первенстве по прыжкам на батуте в июле 2015 года. На соревнованиях в Панамериканских играх в Торонто занял 4-е место.